# Базикян, Карапет Левонович
Карапет Левонович Базикян (арм. Կարապետ Լևոնի Բազիկյան) (24 сентября 1924, Салоники — 6 декабря 1989, Ереван) ― советский и  армянский врач-онколог, доктор медицинских наук (1970), профессор (1973), Главный онколог Министерства здравоохранения Армянской ССР с 1967 по 1989 год.

## Биография
Карапет Левонович Базикян родился 24 сентября 1924 года в городе Салоники (Греция). 
В 1947 году окончил лечебно-профилактический факультет Ереванского государственного медицинского института, после этого был направлен в один из районов Армении заведующим поликлиникой. 
В 1953 году назначен главным врачом вновь организованного Республиканского онкологического диспансера Армянской ССР. В 1970 году защитил докторскую диссертацию на соискание учёной степени доктора медицинских наук. В 1973 году ему присвоено учёное звание профессора. В 1983 году избран Почётным членом Онкологического общества СССР. 
Умер 6 декабря 1989 года в Ереване.

## Научная деятельность
Его работы относятся к вопросам истории эпидемиологии злокачественных опухолей в Армении. Под руководством Карапета Львовича Базикяна в республике была расширена и усовершенствована онкологическая служба. Написал более 80 научных работ. Входил в состав проблемной комиссии по эпидемиологии злокачественных опухолей АМН СССР.

## Научные труды
- Раннее выявление рака и лечение. Базикян Карапет Левонович, Министерства здравоохранения Армянской ССР, Ереван, 1979 год[2]
- Эпидемиология рака в Армении и вопросы его профилактики, Ереван, 1972 год
- Медицина о раке. Базикян Карапет Левонович, Министерства здравоохранения Армянской ССР, Ереван, Армения, 1969 год[3]
- Что нужно знать о раке? Базикян Карапет Левонович, Министерства здравоохранения СССР, Ереван, 1964 год[4]
- Рак, его профилактика и лечение, Карапет Левонович Базикян, Министерство здравоохранения СССР, Ереван, 1957 год[5]